# George Russell (Rennfahrer)
George William Russell (* 15. Februar 1998 in King’s Lynn) ist ein britischer Automobilrennfahrer. 2011 und 2012 wurde er Kart-Europameister. 2014 entschied er die BRDC Formula 4 Championship für sich, 2017 wurde er Meister in der GP3-Serie und 2018 gewann er die FIA-Formel-2-Meisterschaft. Seit 2019 fährt er in der Formel-1-Weltmeisterschaft.

## Karriere
Russell begann seine Motorsportkarriere 2006 im Kartsport, in dem er bis 2013 aktiv blieb. Er gewann insgesamt 13 Meisterschaften im Kartsport. 2011 und 2012 entschied er in der KF3-Klasse die CIK-FIA-Europameisterschaft für sich. Er war der erste Fahrer, der den Titel in dieser Serie verteidigte. 2013 fuhr er sowohl in der Europa- als auch in der Weltmeisterschaft. In der Weltmeisterschaft wurde er 19., in Europa Zwölfter.
2014 wechselte Russell in den Formelsport und erhielt ein Cockpit bei Lanan Racing in der BRDC Formula 4 Championship. Bei 24 Rennen erzielte er fünf Siege und stand insgesamt elfmal auf dem Podium. Im letzten Saisonrennen entschied er das Titelduell gegen seinen Teamkollegen Arjun Maini mit einem Sieg für sich. Mit 483 zu 480 Punkten lag er schließlich vor Maini. Darüber hinaus sollte Russell 2014 für das Prema Powerteam in der alpinen Formel Renault an den Start gehen. Er wechselte allerdings vor Saisonbeginn innerhalb der Serie zu Koiranen GP. Mit einem zweiten Platz als bestem Resultat schloss er die Saison auf dem vierten Rang ab. Sein Teamkollege Nyck de Vries gewann die Meisterschaft. Darüber hinaus absolvierte Russell für Koiranen GP und Tech 1 Racing je zwei Gaststarts im Formel Renault 2.0 Eurocup. Dabei kam er einmal auf dem ersten Platz ins Ziel. Für seine Leistungen im Jahr 2014 wurde Russell mit dem McLaren Autosport BRDC Award ausgezeichnet. Neben einer Prämie in Höhe von 100.000 Pfund Sterling erhielt er eine Formel-1-Testfahrt mit McLaren.

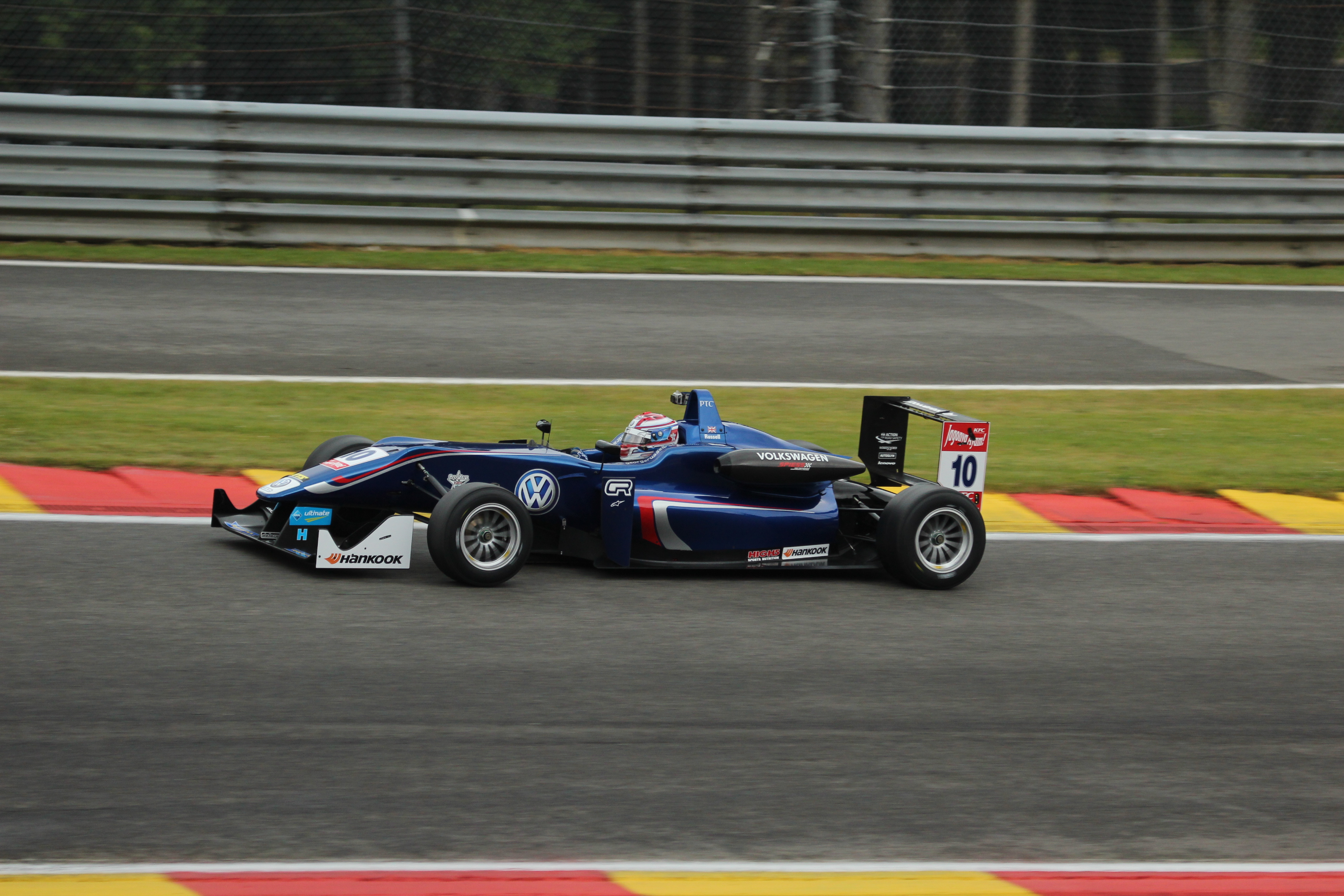
George Russell in Spa-Francorchamps in der europäischen Formel-3-Meisterschaft 2015

2015 wechselte Russell zu Carlin in die europäische Formel-3-Meisterschaft. Bereits bei der ersten Veranstaltung in Silverstone gelang ihm sein erster Sieg. Mit fünf weiteren Podest-Platzierungen beendete er die Saison auf dem sechsten Gesamtrang. 2016 absolvierte Russell seine zweite Saison in der europäischen Formel-3-Meisterschaft für Hitech Grand Prix. Mit zwei Siegen und insgesamt zehn Podest-Platzierungen verbesserte er sich in der Fahrerwertung auf den dritten Platz.
Für die Saison 2017 erhielt Russell ein Cockpit bei ART Grand Prix in der GP3-Serie. Russell gewann in Spielberg, Silverstone, Spa-Francorchamps und Monza die Hauptrennen. Mit 220 zu 141 Punkten entschied er die Meisterschaft vor seinem Teamkollegen Jack Aitken für sich. Darüber hinaus wurde er in das Förderprogramm des Formel-1-Teams von Mercedes aufgenommen. Durch dieses Engagement wurden ihm für Force India Einsätze bei Freien Trainings der Formel-1-Weltmeisterschaft 2017 ermöglicht.
2018 blieb Russell bei ART Grand Prix und wechselte zusammen mit seinem Teamkollegen Aitken in die FIA-Formel-2-Meisterschaft. Beim zweiten Rennwochenende in Baku verbremste sich Russell im Hauptrennen und verpasste damit seinen ersten Formel-2-Sieg. Er beendete das Rennen als Zwölfter. Im Sprintrennen am folgenden Tag gelang ihm vom zwölften Startplatz aus sein erster Formel-2-Sieg. Mit weiteren Siegen bei den Hauptrennen in Barcelona, Le Castellet und Spielberg gelang es ihm am Ende des sechsten von zwölf Rennwochenenden in Spielberg die Gesamtführung von Lando Norris zu übernehmen. Mit zwei weiteren Siegen bei den Sprintrennen in Monza und Sotschi ging Russell als Führender in das letzte Rennwochenende auf dem Yas Marina Circuit. Dort sicherte er sich mit einem Sieg im Hauptrennen die Meisterschaft. Er setzte sich schließlich mit 287 zu 219 Punkten gegen Norris durch. Mit sieben Siegen war er zudem der Fahrer, der die meisten Rennen für sich entschied. Sein Teamkollege Aitken wurde mit 63 Punkten Gesamtelfter. Darüber hinaus wurde Russell weiterhin von Mercedes unterstützt und war in der Formel-1-Weltmeisterschaft 2018 Ersatzfahrer des Rennstalls.

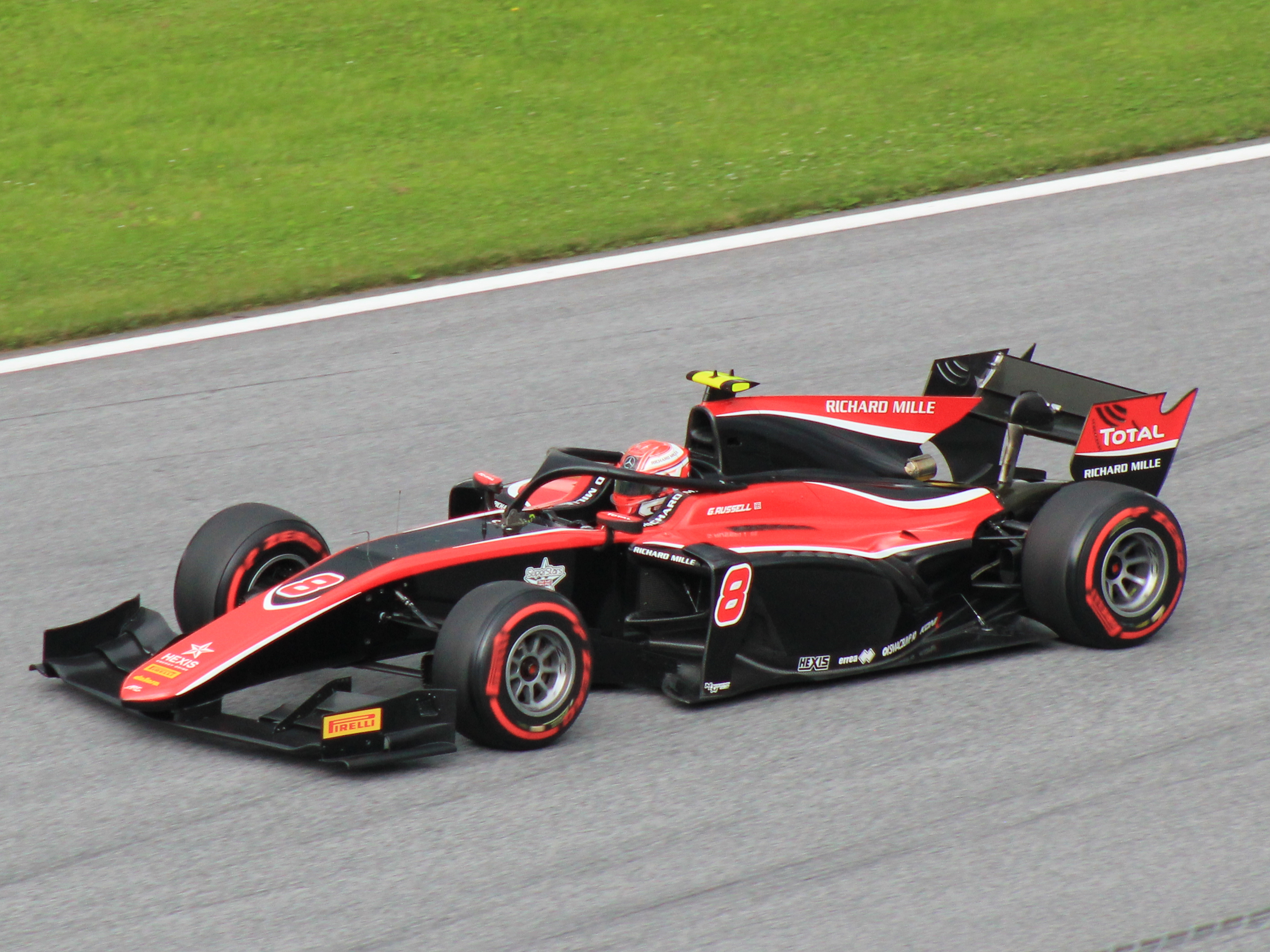
George Russell beim ersten Formel-2-Rennen in Spielberg 2018

Für die Formel-1-Weltmeisterschaft 2019 erhielt Russell ein Stammcockpit bei Williams. Sein Teamkollege wurde Robert Kubica. Als seine permanente Startnummer wählte er die 63. Bei seinem Debüt in Australien erreichte er den 16. Platz. In Deutschland erreichte er als Elfter sein bis dato bestes Ergebnis. Dabei profitierte er von einer Zeitstrafe gegen die beiden Alfa-Romeo-Piloten. Ursprünglich beendete er das Rennen auf Platz 13. Am Saisonende belegte er den 20. und letzten Gesamtrang und blieb als einziger Fahrer punktlos.

2020 hatte er mit Nicholas Latifi einen neuen Teamkollegen bei Williams. In den ersten 15 Rennen der Saison erzielte er keinen WM-Punkt. Für den Großen Preis von Sachir startete Russell dann als Ersatz für den positiv auf COVID-19 getesteten Lewis Hamilton bei Mercedes. Russells Platz bei Williams nahm wiederum der Formel-2-Fahrer Jack Aitken ein. Nach Platz zwei im Qualifying hinter Valtteri Bottas übernahm Russell beim Start die Führung und behielt sie lange, wurde aber in der 63. von 87 Runden durch einen Fehler der Mercedes-Box zurückgeworfen, die ihm die Reifen von Bottas aufsteckte. Nach einem weiteren Reifenwechsel wegen eines späteren Reifenschaden wurde Russell am Ende Neunter. Er fuhr dabei die erste schnellste Rennrunde seiner Karriere und holte sich den seit 2019 dafür vergebenen Extrapunkt. Hinterher kam es zu einer Untersuchung des Vorfalls, bei dem Russell die Vorderreifen von Bottas montiert wurden. Dafür verhängten die Kommissare eine Geldstrafe in Höhe von 20.000 Euro gegen das Mercedes-Team. Russell hingegen durfte die drei erzielten WM-Punkte, seine ersten in der Formel 1, behalten. Er beendete damit in Abu Dhabi die Saison auf dem 18. Platz der Fahrerwertung.

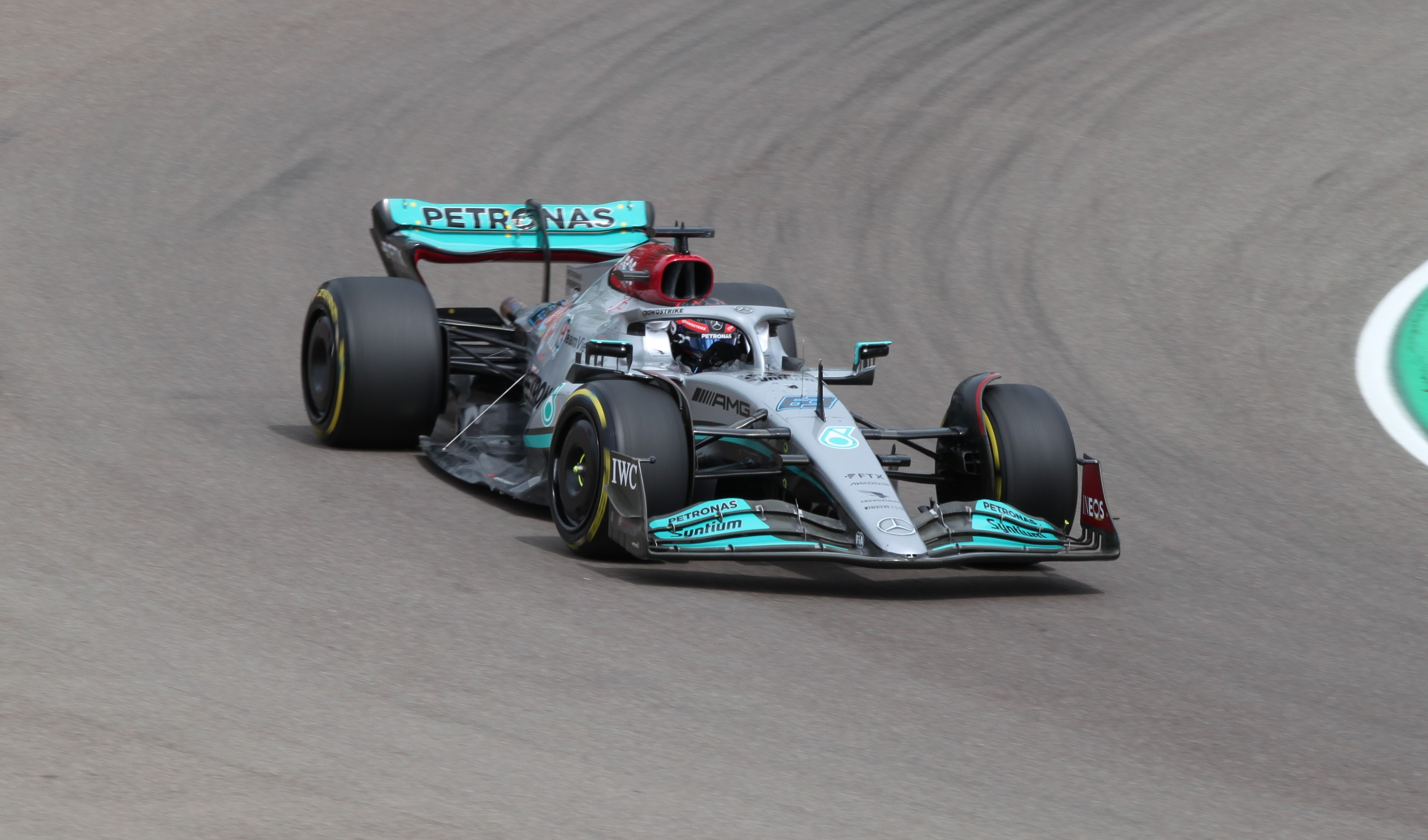
George Russell im Mercedes beim Großen Preis der Emilia-Romagna 2022

2021 bildeten Russell und Latifi erneut die Fahrerpaarung bei Williams. In Ungarn erzielte er als Achter seine ersten Punkte für Williams. Beim Großen Preis von Belgien konnte er sich für den zweiten Startplatz hinter Max Verstappen qualifizieren. Das Rennen beendete er ebenfalls auf dem zweiten Platz und erreichte damit das erste Mal in seiner Formel-1-Karriere einen Podiumsplatz. Allerdings wurde das Rennen nach mehrstündiger Verspätung wegen starken Regens hinter dem Safety-Car gestartet, und bereits nach 2 Runden wieder abgebrochen, weshalb kein Überholen während des Rennens möglich war. Da das Rennen nicht die erforderliche Länge von 75 % der ursprünglichen Renndistanz erreicht hatte, wurde nur die Hälfte der Punkte vergeben. Russell erhielt somit nur 9 statt der üblichen 18 Punkte für den Zweitplatzierten. Er schloss die Saison mit 16 Punkten auf dem 15. Gesamtrang ab.
2020 und 2021 wurde Russell auch Sieger beim Virtual-Grand-Prix der Formula 1 Esports Series.
Im September 2021 wurde bekannt, dass er einen mehrjährigen Fahrervertrag, beginnend mit der Saison 2022, bei Mercedes unterschrieben hat, wobei er Valtteri Bottas ersetzen wird. In Australien erzielte er als Dritter seine erste Podestplatzierung für Mercedes, im selben Jahr reüssierte er beim Großen Preis von São Paulo. Nach neun Rennen belegte er mit 111 Punkten den vierten Gesamtrang. Schlussendlich belegte er in der Saison 2022 den vierten Platz in der Fahrerwertung.
In der Saison 2023 blieben er und Hamilton Teamkollegen. Zwei Podiumsplätze mit jeweils dem dritten Platz blieben seine besten Ergebnisse. Die Saison beendete er auf Platz 8 mit 175 Punkten.
Auch in der Saison 2024 heißt die Fahrerpaarung bei Mercedes Hamilton/Russell. Beim Großen Preis von Österreich in Spielberg konnte er seinen zweiten Karriereerfolg in der Formel 1 feiern. In Belgien beendete Russell das Rennen auf dem ersten Platz, doch wurde ihm dieser Erfolg kurz darauf zugunsten seines auf dem zweiten Rang ins Ziel gekommenen Teamkollegen Hamilton wieder aberkannt, da sein Fahrzeug das vorgeschriebene Mindestgewicht am Rennende unterschritten hatte. Seinen zweiten Saisonsieg holte er in Las Vegas, als er von der Pole startend vor Hamilton gewann.
Zur Saison 2025 bekam er mit dem Italiener Andrea Kimi Antonelli einen neuen Teamkollegen. Seinen ersten Saisonsieg sicherte er sich in Kanada vor Max Verstappen, er startete von der Pole.

## Statistik

### Karrierestationen
- 2006–2013: Kartsport
- 2014: BRDC Formula 4 Championship (Meister)
- 2014: Alpine Formel Renault (Platz 4)
- 2015: Europäische Formel 3 (Platz 6)
- 2016: Europäische Formel 3 (Platz 3)
- 2017: GP3-Serie (Meister)
- 2018: Formel 2 (Meister)
- 2019: Formel 1 (Platz 20)
- 2020: Formel 1 (Platz 18)
- 2021: Formel 1 (Platz 15)
- 2022: Formel 1 (Platz 4)
- 2023: Formel 1 (Platz 8)
- 2024: Formel 1 (Platz 6)

### Einzelergebnisse in der europäischen Formel-3-Meisterschaft
| Jahr | Team              | Motor      | 1   | 2   | 3   | 4   | 5   | 6   | 7   | 8   | 9   | 10  | 11  | 12  | 13  | 14  | 15  | 16  | 17  | 18  | 19  | 20  | 21  | 22  | 23  | 24  | 25  | 26  | 27  | 28  | 29  | 30  | 31  | 32  | 33  | Punkte | Rang |
| ---- | ----------------- | ---------- | --- | --- | --- | --- | --- | --- | --- | --- | --- | --- | --- | --- | --- | --- | --- | --- | --- | --- | --- | --- | --- | --- | --- | --- | --- | --- | --- | --- | --- | --- | --- | --- | --- | ------ | ---- |
| 2015 | Carlin            | Volkswagen | SIL | SIL | SIL | HO1 | HO1 | HO1 | PAU | PAU | PAU | MNZ | MNZ | MNZ | SPA | SPA | SPA | NOR | NOR | NOR | ZAN | ZAN | ZAN | SPI | SPI | SPI | POR | POR | POR | NÜR | NÜR | NÜR | HO2 | HO2 | HO2 | 203    | 6.   |
| 2015 | Carlin            | Volkswagen | 8   | 1   | 5   | 11  | 9   | 18  | 8   | 6   | 8   | 8   | 6   | 7   | 6   | 13  | 3   | 10  | 5   | 2   | 6   | 5   | 6   | 5   | 7   | 9   | 10  | 5   | 4   | 13  | 8   | 10  | 7   | 8   | DNF | 203    | 6.   |
| 2016 | Hitech Grand Prix | Mercedes   | LEC | LEC | LEC | HUN | HUN | HUN | PAU | PAU | PAU | SPI | SPI | SPI | NOR | NOR | NOR | ZAN | ZAN | ZAN | SPA | SPA | SPA | NÜR | NÜR | NÜR | IMO | IMO | IMO | HOC | HOC | HOC |     |     |     | 274    | 3.   |
| 2016 | Hitech Grand Prix | Mercedes   | 3   | 11  | 18  | DNF | 4   | DNF | 4   | 1   | 3   | 4   | 2   | DNF | 3   | 9   | DNF | 7   | 9   | 5   | 5   | 1   | 3   | 3   | DNF | 7   | 4   | 3   | 2   | 7   | 6   | DNF |     |     |     | 274    | 3.   |

### Einzelergebnisse in der GP3-Serie
| Jahr | Team           | 1   | 2   | 3   | 4   | 5   | 6   | 7   | 8   | 9   | 10  | 11  | 12  | 13  | 14  | 15  | 16  | Punkte | Rang |
| ---- | -------------- | --- | --- | --- | --- | --- | --- | --- | --- | --- | --- | --- | --- | --- | --- | --- | --- | ------ | ---- |
| 2017 | ART Grand Prix | ESP | ESP | AUT | AUT | GBR | GBR | HUN | HUN | BEL | BEL | ITA | ITA | ESP | ESP | UAE | UAE | 220    | 1.   |
| 2017 | ART Grand Prix | 4   | 5   | 1   | 6   | 1   | 4   | DNS | 11  | 1   | 2   | 1   | C   | 2   | 4   | 2   | 4   | 220    | 1.   |

### Einzelergebnisse in der FIA-Formel-2-Meisterschaft
| Jahr | Team           | 1   | 2   | 3   | 4   | 5   | 6   | 7   | 8   | 9   | 10  | 11  | 12  | 13  | 14  | 15  | 16  | 17  | 18  | 19  | 20  | 21  | 22  | 23  | 24  | Punkte | Rang |
| ---- | -------------- | --- | --- | --- | --- | --- | --- | --- | --- | --- | --- | --- | --- | --- | --- | --- | --- | --- | --- | --- | --- | --- | --- | --- | --- | ------ | ---- |
| 2018 | ART Grand Prix | BRN | BRN | AZE | AZE | ESP | ESP | MON | MON | FRA | FRA | AUT | AUT | GBR | GBR | HUN | HUN | BEL | BEL | ITA | ITA | RUS | RUS | UAE | UAE | 287    | 1.   |
| 2018 | ART Grand Prix | 5   | 19  | 12  | 1   | 1   | 4   | DNF | DNF | 1   | 17  | 1   | 2   | 2   | 2   | DNF | 8   | 3   | 7   | 4   | 1   | 4   | 1   | 1   | 4   | 287    | 1.   |

| Legende  | Legende            | Legende                                                          |
| Farbe    | Abkürzung          | Bedeutung                                                        |
| -------- | ------------------ | ---------------------------------------------------------------- |
| Gold     | –                  | Sieg                                                             |
| Silber   | –                  | 2. Platz                                                         |
| Bronze   | –                  | 3. Platz                                                         |
| Grün     | –                  | Platzierung in den Punkten                                       |
| Blau     | –                  | Klassifiziert außerhalb der Punkteränge                          |
| Violett  | DNF                | Rennen nicht beendet (did not finish)                            |
| Violett  | NC                 | nicht klassifiziert (not classified)                             |
| Rot      | DNQ                | nicht qualifiziert (did not qualify)                             |
| Rot      | DNPQ               | in Vorqualifikation gescheitert (did not pre-qualify)            |
| Schwarz  | DSQ                | disqualifiziert (disqualified)                                   |
| Weiß     | DNS                | nicht am Start (did not start)                                   |
| Weiß     | WD                 | zurückgezogen (withdrawn)                                        |
| Hellblau | PO                 | nur am Training teilgenommen (practiced only)                    |
| Hellblau | TD                 | Freitags-Testfahrer (test driver)                                |
| ohne     | DNP                | nicht am Training teilgenommen (did not practice)                |
| ohne     | INJ                | verletzt oder krank (injured)                                    |
| ohne     | EX                 | ausgeschlossen (excluded)                                        |
| ohne     | DNA                | nicht erschienen (did not arrive)                                |
| ohne     | C                  | Rennen abgesagt (cancelled)                                      |
| ohne     | keine WM-Teilnahme |                                                                  |
| sonstige | P/fett             | Pole-Position                                                    |
| sonstige | 1/2/3/4/5/6/7/8    | Punktplatzierung im Sprint-/Qualifikationsrennen                 |
| sonstige | SR/kursiv          | Schnellste Rennrunde                                             |
| sonstige | *                  | nicht im Ziel, aufgrund der zurückgelegten Distanz aber gewertet |
| sonstige | ()                 | Streichresultate                                                 |
| sonstige | unterstrichen      | Führender in der Gesamtwertung                                   |

### Statistik in der Formel-1-Weltmeisterschaft
Diese Statistik umfasst alle Teilnahmen des Fahrers an der Formel-1-Weltmeisterschaft.

#### Grand-Prix-Siege
- 2022:  São Paulo (Interlagos)
- 2024:  Österreich (Spielberg)
- 2024:  Las Vegas (Las Vegas)
- 2025:  Kanada (Montréal)

#### Sprint-Siege
- 2022:  São Paulo (Interlagos)

#### Gesamtübersicht
(Stand: Großer Preis von Ungarn, 3. August 2025)
| Saison | Team                          | Chassis                            | Motor                 | Rennen | Siege | Zweiter | Dritter | Poles | schn. Rennrunden | Punkte | Punkte | WM-Pos. |
| ------ | ----------------------------- | ---------------------------------- | --------------------- | ------ | ----- | ------- | ------- | ----- | ---------------- | ------ | ------ | ------- |
| 2019   | ROKiT Williams Racing         | Williams FW42                      | Mercedes 1.6 V6 Turbo | 21     | −     | −       | −       | −     | −                | 0      | 0      | 20.     |
| 2020   | ROKiT Williams Racing         | Williams FW43                      | Mercedes 1.6 V6 Turbo | 16     | −     | −       | −       | −     | –                | 0      | 3      | 18.     |
| 2020   | Mercedes-AMG Petronas F1 Team | Mercedes-AMG F1 W11 EQ Performance | Mercedes 1.6 V6 Turbo | 1      | −     | −       | −       | −     | 1                | 3      | 3      | 18.     |
| 2021   | Williams Racing               | Williams FW43B                     | Mercedes 1.6 V6 Turbo | 22     | −     | 1       | −       | −     | −                | 16     | 16     | 15.     |
| 2022   | Mercedes-AMG Petronas F1 Team | Mercedes-AMG F1 W13 E Performance  | Mercedes 1.6 V6 Turbo | 22     | 1     | 1       | 6       | 1     | 4                | 275    | 275    | 4.      |
| 2023   | Mercedes-AMG Petronas F1 Team | Mercedes-AMG F1 W14 E Performance  | Mercedes 1.6 V6 Turbo | 22     | –     | –       | 2       | –     | 1                | 175    | 175    | 8.      |
| 2024   | Mercedes-AMG Petronas F1 Team | Mercedes-AMG F1 W15 E Performance  | Mercedes 1.6 V6 Turbo | 24     | 2     | –       | 2       | 4     | 2                | 245    | 245    | 6.      |
| 2025   | Mercedes-AMG Petronas F1 Team | Mercedes-AMG F1 W16 E Performance  | Mercedes 1.6 V6 Turbo | 14     | 1     | 1       | 4       | 1     | 2                | 172    | 172    | 4.      |
| Gesamt | Gesamt                        | Gesamt                             | Gesamt                | 142    | 4     | 3       | 14      | 6     | 10               | 886    | 886    |         |

#### Einzelergebnisse
| Saison | 1   | 2   | 3  | 4  | 5   | 6   | 7   | 8   | 9   | 10  | 11  | 12  | 13  | 14  | 15  | 16 | 17 | 18 | 19 | 20   | 21  | 22 | 23 | 24 |
| ------ | --- | --- | -- | -- | --- | --- | --- | --- | --- | --- | --- | --- | --- | --- | --- | -- | -- | -- | -- | ---- | --- | -- | -- | -- |
| 2019   |     |     |    |    |     |     |     |     |     |     |     |     |     |     |     |    |    |    |    |      |     |    |    |    |
| 16     | 15  | 16  | 15 | 17 | 15  | 16  | 19  | 18  | 14  | 11  | 16  | 15  | 14  | DNF | DNF | 16 | 16 | 17 | 12 | 17   |     |    |    |    |
| 2020   |     |     |    |    |     |     |     |     |     |     |     |     |     |     |     |    |    |    |    |      |     |    |    |    |
| DNF    | 16  | 18  | 12 | 18 | 17  | DNF | 14  | 11  | 18  | DNF | 14  | DNF | 16  | 12  | 9   | 15 |    |    |    |      |     |    |    |    |
| 2021   |     |     |    |    |     |     |     |     |     |     |     |     |     |     |     |    |    |    |    |      |     |    |    |    |
| 14     | DNF | 16  | 14 | 14 | 17* | 12  | DNF | 11  | 12  | 8   | 2   | 17* | 9   | 10  | 15  | 14 | 16 | 13 | 17 | DNF  | DNF |    |    |    |
| 2022   |     |     |    |    |     |     |     |     |     |     |     |     |     |     |     |    |    |    |    |      |     |    |    |    |
| 4      | 5   | 3   | 4  | 5  | 3   | 5   | 3   | 4   | DNF | 4   | 3   | 3   | 4   | 2   | 3   | 14 | 8  | 5  | 4  | 1    | 5   |    |    |    |
| 2023   |     |     |    |    |     |     |     |     |     |     |     |     |     |     |     |    |    |    |    |      |     |    |    |    |
| 7      | 4   | DNF | 84 | 4  | C   | 5   | 3   | DNF | 78  | 5   | 6   | 68  | 17  | 5   | 16* | 7  | 4  | 58 | 6  | DNF4 | 8   | 3  |    |    |
| 2024   |     |     |    |    |     |     |     |     |     |     |     |     |     |     |     |    |    |    |    |      |     |    |    |    |
| 5      | 6   | 17* | 7  | 68 | 8   | 7   | 5   | 3   | 4   | 14  | DNF | 8   | DSQ | 7   | 7   | 3  | 4  | 65 | 5  | 46   | 1   | 43 | 5  |    |
| 2025   |     |     |    |    |     |     |     |     |     |     |     |     |     |     |     |    |    |    |    |      |     |    |    |    |
| 3      | 34  | 5   | 2  | 5  | 34  | 7   | 11  | 4   | 1   | 5   | 10  | 5   | 3   |     |     |    |    |    |    |      |     |    |    |    |

| Legende  | Legende            | Legende                                                          |
| Farbe    | Abkürzung          | Bedeutung                                                        |
| -------- | ------------------ | ---------------------------------------------------------------- |
| Gold     | –                  | Sieg                                                             |
| Silber   | –                  | 2. Platz                                                         |
| Bronze   | –                  | 3. Platz                                                         |
| Grün     | –                  | Platzierung in den Punkten                                       |
| Blau     | –                  | Klassifiziert außerhalb der Punkteränge                          |
| Violett  | DNF                | Rennen nicht beendet (did not finish)                            |
| Violett  | NC                 | nicht klassifiziert (not classified)                             |
| Rot      | DNQ                | nicht qualifiziert (did not qualify)                             |
| Rot      | DNPQ               | in Vorqualifikation gescheitert (did not pre-qualify)            |
| Schwarz  | DSQ                | disqualifiziert (disqualified)                                   |
| Weiß     | DNS                | nicht am Start (did not start)                                   |
| Weiß     | WD                 | zurückgezogen (withdrawn)                                        |
| Hellblau | PO                 | nur am Training teilgenommen (practiced only)                    |
| Hellblau | TD                 | Freitags-Testfahrer (test driver)                                |
| ohne     | DNP                | nicht am Training teilgenommen (did not practice)                |
| ohne     | INJ                | verletzt oder krank (injured)                                    |
| ohne     | EX                 | ausgeschlossen (excluded)                                        |
| ohne     | DNA                | nicht erschienen (did not arrive)                                |
| ohne     | C                  | Rennen abgesagt (cancelled)                                      |
| ohne     | keine WM-Teilnahme |                                                                  |
| sonstige | P/fett             | Pole-Position                                                    |
| sonstige | 1/2/3/4/5/6/7/8    | Punktplatzierung im Sprint-/Qualifikationsrennen                 |
| sonstige | SR/kursiv          | Schnellste Rennrunde                                             |
| sonstige | *                  | nicht im Ziel, aufgrund der zurückgelegten Distanz aber gewertet |
| sonstige | ()                 | Streichresultate                                                 |
| sonstige | unterstrichen      | Führender in der Gesamtwertung                                   |